# 성석용
성석용(成石瑢, 1352년 ~ 1403년 4월 26일)은 고려 말 조선 초의 문신이다. 본관은 창녕(昌寧), 자는 자옥(自玉), 호는 회곡(檜谷)이다. 성여완(成汝完)의 차남이자 성달생(成達生)·성개(成槪)의 아버지이다.

## 생애
1376년(우왕 2) 을과(乙科) 3위로 문과에 급제했다.
공양왕(恭讓王)조에 대언(代言)으로 임명되었으며, 1390년(공양왕 2) 1월 왕이 처음으로 경연(經筵)을 열었을 때 이행(李行)·민개(閔開)·이사위(李士渭)와 함께 참찬관(叅贊官)으로 임명되었다.
12월 지신사(知申事), 이듬해 밀직사부사(密直司副使)를 거쳤다.
1392년(공양왕 4) 이색(李穡)·우현보(禹玄寶)의 당이라는 이유로 형인 문하찬성사(門下贊成事) 성석린(成石璘) 등과 함께 외지로 유배되었으나, 조선이 개국된 후 원종공신(原從功臣)의 녹권을 받았으며, 1398년(태조 7) 대사헌(大司憲)으로 임명되었다.
이후 개성유후(開城留後)로 나갔으며, 1403년(태종 3) 타계했다.
시호는 문숙(文肅)이다.

## 가족 관계
- 증조 - 성공필(成公弼)[8] : 전객부령(典客副令), 증(贈) 판도판서(版圖判書)
  - 조부 - 성군미(成君美) : 판도총랑(版圖摠郞)
    - 아버지 - 성여완(成汝完, 1309년 ~ 1397년) : 검교문하시중(檢校門下侍中), 창성부원군(昌城府院君), 문정공(文靖公)
    - 어머니 - 지신사(知申事) 나천부(羅天富)의 차녀[8]
      - 형 - 성석린(成石璘, 1338년 ~ 1423년) : 영의정부사(領議政府事), 창녕부원군(昌寧府院君), 문경공(文景公)
      - 동생 - 성석연(成石珚, ? ~ 1414년) : 예조판서(禮曹判書), 정평공(靖平公)
      - 동생 - 성석번(成石璠, ? ~ 1393년)

- 부인 - 사온서령(司醞署令) 김성리(金成利)의 차녀[9]
  - 장남 - 성달생(成達生, 1376년 ~ 1444년) : 판중추원사(判中樞院事), 양혜공(襄惠公)
  - 차남 - 성개(成槪, ? ~ 1440년) : 경기도관찰사(京畿都觀察使)
  - 3남 - 성허(成栩) : 판관(判官)